# Supergranulacja

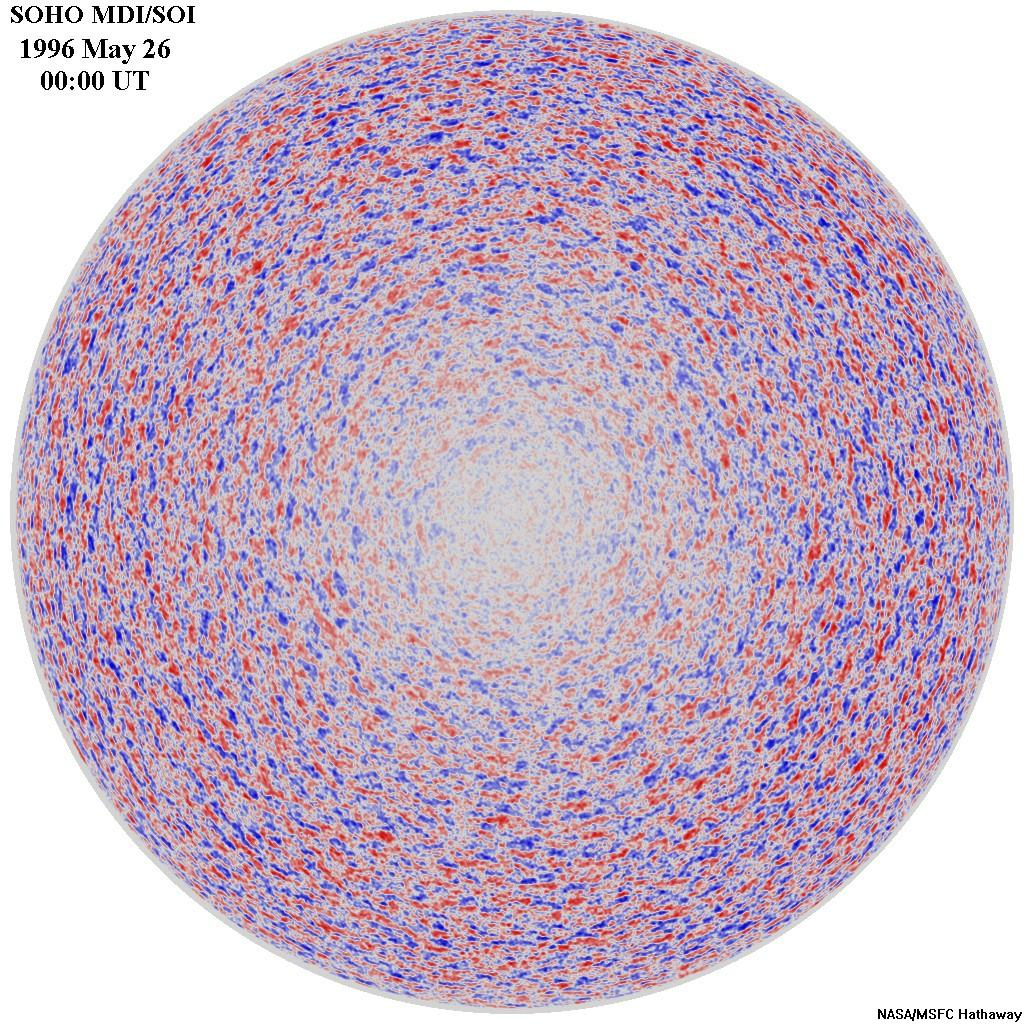
Supergranulacja

Supergranulacja – wielkoskalowe, o średnicy większej niż 30 000 km komórki na powierzchni Słońca uwidaczniające się w pomiarach dopplerowskich prędkości materii fotosferycznej. Komórki te określane są mianem supergranul, jednak nie należy ich mylić z dużymi granulami, które są tworami znacznie mniejszymi i o innej naturze.
Przy pomiarach prędkości radialnej w fotosferze supergranulacja ujawnia się w obszarach bliskich brzegowi tarczy i nie  można jej zmierzyć w centrum tarczy Słońca. 
Struktura została odkryta w 1950 przez A.B. Hart w pomiarach dopplerowskich prędkości materii w fotosferze.
Typowy rozmiar supergranuli to 32 000 km. Supergranule są tylko nieco większe w okolicach obszarów aktywnych. Materia w obrębie supergranuli rozpływa się od środka na zewnątrz z typową prędkością 300 m/s i spływa w dół na brzegach supergranuli z prędkością około 150 m/s. Ruch wznoszący wewnątrz supergranuli jest słaby. 
Wewnątrz supergranul nie obserwuje się zmian temperatury materii, co powoduje, że supergranulacja nie jest widoczna dla oka.
Nie są znane dokładne mechanizmy funkcjonowania supergranuli. Za powstawanie supergranulacji najprawdopodobniej odpowiedzialne są duże komórki konwekcyjne występujące w słonecznej warstwie konwekcyjnej tuż pod fotosferą. Supergranule poruszają się szybciej niż wynikałoby to z prędkości obrotu Słońca, co tłumaczy się tym, że wynikają one z ruchu falowego a nie konwekcyjnego.
Supergranulacja jest ściśle związana z siatką chromosferyczną obserwowaną w chromosferze oraz warstwie przejściowej.